# Chiostro della Stella
Il Chiostro della Stella è un chiostro monumentale di Napoli ubicato nel complesso monastico di Santa Maria della Stella, nell'omonimo quartiere.
Il chiostro e il convento furono realizzati nel XVI secolo da Camillo Fontana, su ordine dei Padri di San Francesco di Paola. In realtà, fu il popolo che abitava nei pressi di Porta San Gennaro a volere la costruzione del complesso dedicato alla Madonna della Stella per poter sostituire l'immagine sacra della Vergine, posta in un'edicola demolita dai lavori di ampliamento della cinta muraria voluta dal viceré Pedro Álvarez de Toledo.
I frati vissero nel convento fino al 26 luglio 1862; successivamente una parte del chiostro venne demolita per far posto agli alloggi dei Carabinieri, che tutt'oggi occupano il convento. Della costruzione originaria rimangono solo due lati con pilastri sormontati da archi in piperno e con affreschi ben visibili e conservati. Di singolare fattura è il puteale del pozzo in marmo, di forma triangolare e in ferro barro battuto con una stella al vertice.